# Шоу, Джеймс
Джеймс Шоу (англ. James Shaw; род. 13 июня 1996 в Ноттингеме, графство Ноттингемшир, Великобритания) — британский профессиональный шоссейный велогонщик, выступающий за команду мирового тура «Lotto Soudal».

## Достижения
2014
1-й - Кюрне — Брюссель — Кюрне (юниоры)
1-й - Омлоп Хет Ниувсблад (юниоры)
2016
3-й - Чемпионат Великобритании — Групповая гонкаU23
3-й - Флеш Арденны
5-й - Льеж — Бастонь — Льеж U23
10-й - Тур Нормандии — Генеральная классификация
10-й - Dwars door de Vlaamse Ardennen